# La Latina (metropolitana di Madrid)
La Latina è una stazione della linea 5 della metropolitana di Madrid.
Si trova sotto alla Plaza de la Cebada, all'altezza della Calle de Toledo, nel distretto Centro.

## Storia
La stazione fu inaugurata il 6 giugno 1968 con il primo tratto della linea che collegava la stazione di Callao con quella di Carabanchel.
Tra il 2003 e il 2004 la stazione fu parzialmente ristrutturata con il rifacimento delle volte.

## Accessi
Vestibolo La Latina
- San Francisco: Calle de Toledo 56
- San Millán: Calle de Toledo 65 (angolo con  Calle de San Millán e Calle de las Maldonadas)
- Toledo: Calle de Toledo 52

## Autobus

### Urbani
| Linea della EMT | Direzione        | Fermata:                 |
| --------------- | ---------------- | ------------------------ |
| 17              | Parque Europa    | 545: Toledo-La Latina    |
| 18              | Villaverde Cruce | 545: Toledo-La Latina    |
| 23              | El Espinillo     | 545: Toledo-La Latina    |
| 35              | Carabanchel Alto | 545: Toledo-La Latina    |
| N17             | Carabanchel Alto | 545: Toledo-La Latina    |
| 17              | Plaza Mayor      | 546: Toledo-La Latina    |
| 18              | Plaza Mayor      | 546: Toledo-La Latina    |
| 23              | Plaza Mayor      | 546: Toledo-La Latina    |
| 35              | Plaza Mayor      | 546: Toledo-La Latina    |
| N17             | Plaza de Cibeles | 546: Toledo-La Latina    |
| N-L5            | Canillejas       | 546: Toledo-La Latina    |
| N-L5            | Casa de Campo    | 2588: Toledo-Pza. Cebada |
| 60              | Orcasitas        | 2588: Toledo-Pza. Cebada |